# Aylesford
Aylesford – wieś w Anglii, w hrabstwie Kent, w dystrykcie Tonbridge and Malling. Leży 5 km na północny zachód od miasta Maidstone i 48 km na południowy wschód od centrum Londynu. W 2001 miejscowość liczyła 4548 mieszkańców.

## Zabytki
- zabytkowy kamienny most;
- Opactwo Karmelitów, pierwotnie założone w 1242[2] roku przez karmelitów wracających z Ziemi Świętej. W średniowieczu było centrum pielgrzymkowym, których celem było uzczenie szczątek Tomasza Becketa przechowywanych w klasztornej kaplicy. W czasie reformacji podobnie jak wiele innych klasztorów, przejęty przez króla i nadany lokalnemu władcy świeckiego. W 1949 opactwo powróciło do posiadania przez zakon Karmelitów i aktualnie jest jednym z ważniejszych centrów pielgrzymkowych w Anglii. Wystrój kapliczek i ogrodów dokonany przez szereg artysyów, m.in. Adama Kossowskiego.

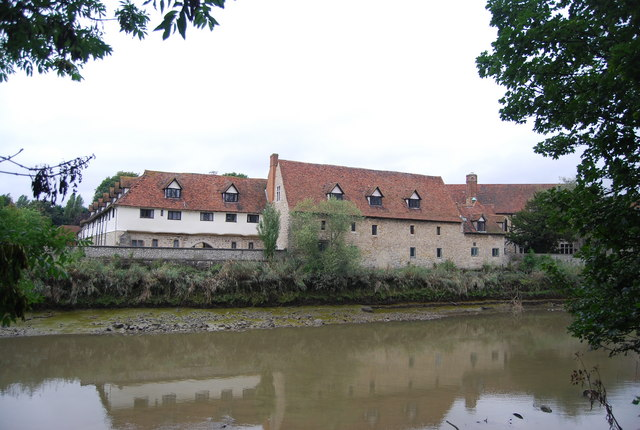
Opactwo karmelitów od strony rzeki, Medway